# William Borah
William E. Borah (Fairfeld, 29 giugno 1865 – Washington, 19 gennaio 1940) è stato un politico statunitense, senatore per l'Idaho.
Fu una delle figure più rilevanti nella Storia dell'Idaho. Un progressista che servì il suo Paese dal 1907 alla sua morte, avvenuta nel 1940, Borah viene spesso considerato un isolazionista, essendo stato uno dei leader del gruppo informale di senatori statunitensi, detto degli "irreconciliabili", che non vollero l'adesione degli Stati Uniti al Trattato di Versailles del 1919, che avrebbe portato gli Stati Uniti a far parte della Società delle Nazioni.
I suoi antenati giunsero in America verso il 1760, combatterono nella guerra d'indipendenza americana, spostandosi poi verso ovest.

## Biografia
Borah nacque a Jasper Township, un comune rurale dell'Illinois, nella contea di Wayne, vicino a Fairfield, il 29 giugno 1865 in una grossa famiglia di agricoltori, figlio di Elizabet West e di William Nathan Borah, settimo di dieci figli e il terzo maschio. Era un lontano parente di Katharina von Bora, la suora tedesca che, lasciato l'abito monacale, si convertì al luteranesimo e sposò nel 1525 Martin Lutero.
Studiò presso l'Università del Kansas, divenendo avvocato nell'Illinois, dopo aver cercato opportunità maggiori nell'Idaho. Ben presto si distinse nella sua professione e poi nella politica dello stato e dopo l'insuccesso nelle elezioni alla Camera dei Rappresentanti del 1896 e quello per la carica di senatore degli Stati Uniti nel 1903, fu eletto al Senato degli Stati Uniti nel 1907. Prima di essere eletto nel dicembre di quell'anno, fu coinvolto in due importanti casi giudiziari. Uno di questi riguardava il processo per cospirazione e omicidio contro Big Bill Haywood che gli fece acquisire fama, malgrado Borah – che nella causa rappresentava l'accusa e gli interessi delle grandi società terriere e del legname – perse la causa. L'altro, un procedimento contro di lui per frode agricola, che lo fece apparire vittima di persecuzione politica ancor prima della sua assoluzione.
Nel Senato, Borah divenne uno dei progressisti che attaccarono le politiche del Presidente Taft, sebbene Borah avesse rifiutato di sostenere l'ex presidente Theodore Roosevelt nel confronto elettorale contro Taft nel 1912. Borah votò con riluttanza, nel 1917, a favore dell'intervento degli Stati Uniti d'America nella prima guerra mondiale e, una volta che questa fu conclusa, egli si batte contro l'adesione al Trattato di Versailles, che il Senato degli Stati Uniti non ratificò. Rimanendo un anticonformista, Borah spesso combatté contro i presidenti repubblicani in carica tra il 1921 e il 1933, benché Coolidge gli avesse offerto di farne il suo compagno nella competizione elettorale del 1924. Nel 1928 Borah sostenne la campagna presidenziale di Hoover, cosa che egli fece raramente per un candidato presidenziale e che dopo questo caso non fece mai più.

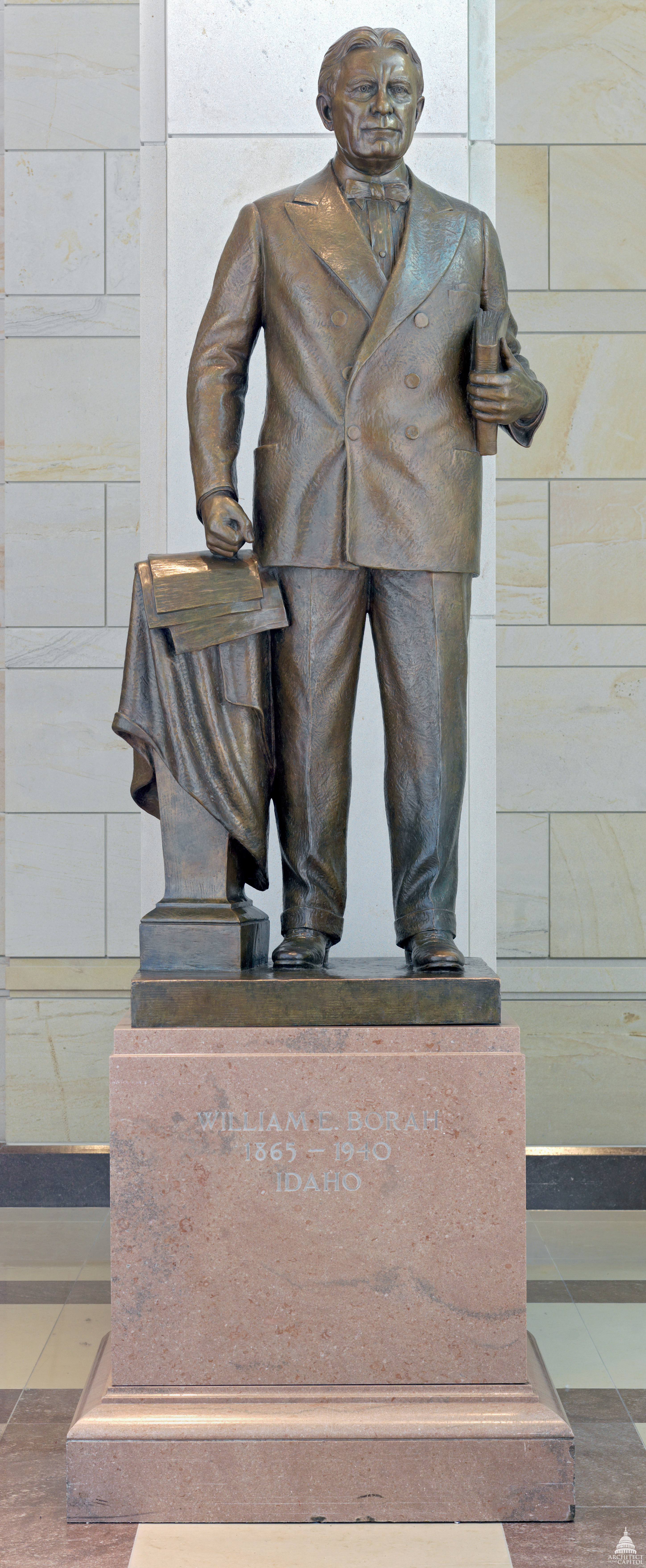
La statua di William Edgar Borah nella National Statuary Hall Collection nel Campidoglio.

Privato della sua carica come Presidente della Commissione del Senato per i rapporti con l'estero quando i democratici presero il controllo del Senato nel 1933, Borah fu d'accordo con alcune leggi del New Deal, ma si oppose ad altre. Egli corse per la nomination repubblicana alle elezioni presidenziali del 1936, ma i tradizionali membri del partito non erano inclini a permettere a un anticonformista di lunga data di essere il candidato del partito alle elezioni presidenziali. Negli ultimi anni egli pensò di essere in grado di sistemare le controversie in Europa incontrando Hitler; benché questo incontro non sia mai avvenuto, la sua propensione al medesimo non giovò alla sua reputazione storica. Borah morì nel 1940.

## Vita privata
All'inizio del 1887 Borah contrasse la tubercolosi, della quale guarì grazie alle cure prestategli dalla sorella.
Nel 1895 Borah sposò la figlia del Governatore dell'Idaho William J. McConnell, di cui era segretario, Mary McConnell. Il matrimonio durò fino alla morte di Borah, ma la coppia non ebbe figli.